# 賽沙敦
賽沙敦（?—?），或名賽沙吞，字砚卿，青州駐防鑲白旗滿洲人，清朝政治人物、同進士出身。
光緒三十年，會試第6名；殿試登進士三甲第101名，以主事分部學習。后送往日本法政大學速成科第五班。